# Can't Take My Eyes Off You

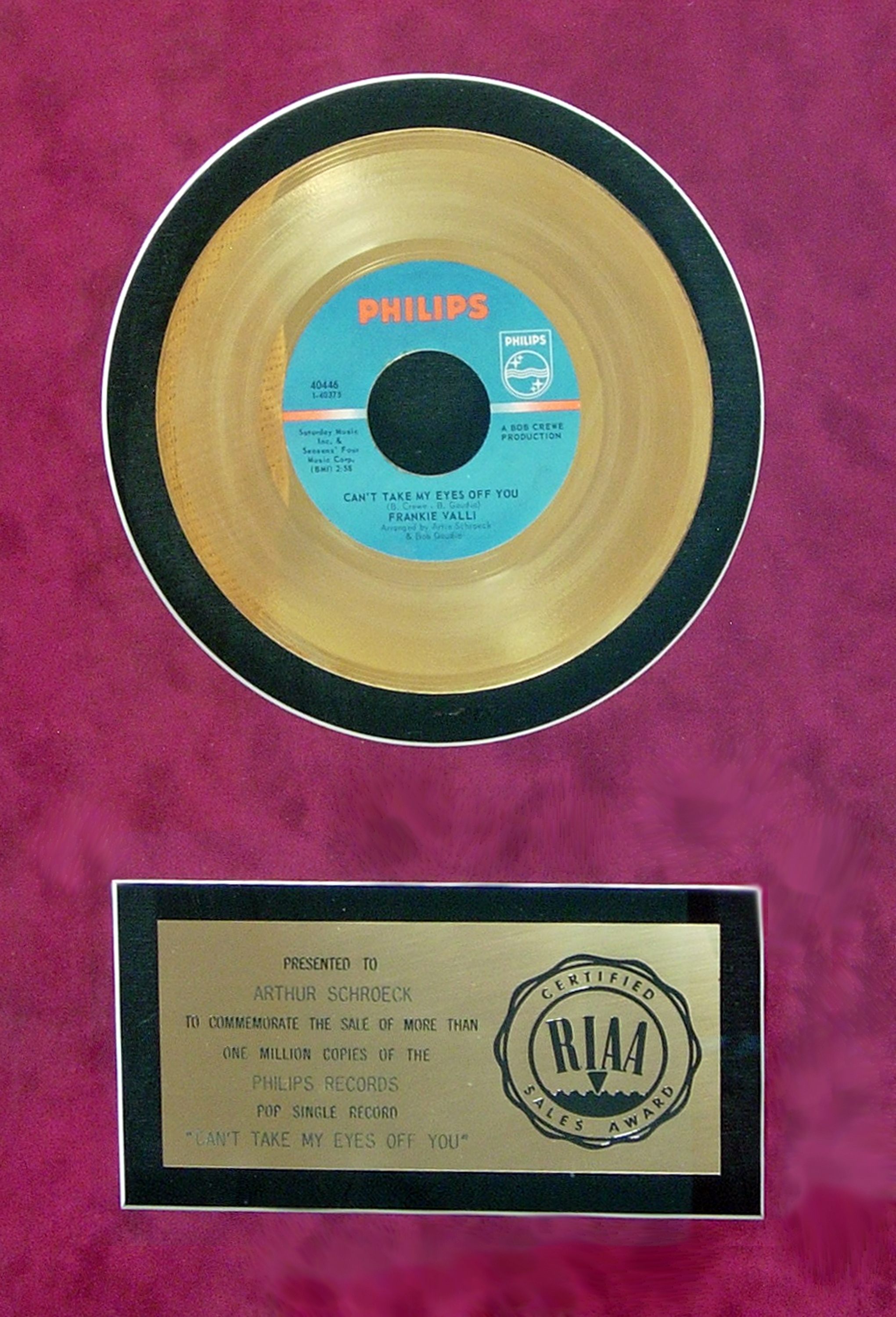
Guldskiva efter att Vallis "Can't take my eyes off of you" sålt en miljon exemplar.

Can't Take My Eyes Off Of You är en poplåt lanserad på singel av Frankie Valli 1967. Låten skrevs av Bob Gaudio från The Four Seasons, där Valli ingick, och producenten Bob Crewe. Four Seasons medverkade på singeln men den släpptes officiellt som en solosingel med Valli. Låten, med sitt "showarrangemang" blev en stor framgång i USA, trots att den helt undvek den psykedeliska våg som var i ropet inom populärmusiken sommaren 1967, och har senare spelats in av ett mycket stort antal artister. I Storbritannien var det istället Andy Williams insjungning av låten som blev en hitsingel våren 1968. Några andra artister som spelat in låten är Jay and the Americans, Engelbert Humperdinck (1968), The Supremes & The Temptations i en "duett" 1969, Pet Shop Boys (1991, medley med "Where the Streets Have No Name"), Lauryn Hill (1998), Muse och Vikki Carr med många flera.
Anni-Frid Lyngstad släppte en svensk version av låten, "Du är så underbart rar", som en av sina första singlar 1967.
Låten har även figurerat i ett flertal filmer, och ibland varit en viktig del av handlingen. Den förekommer i filmerna The Deer Hunter (1978), Himmel och jord (1993), Cop Land, Sammansvärjningen (båda 1997), Drop Dead Gorgeous (1999), och Bridget Jones dagbok (2001, Andy Williams version).
Låten finns med i TV-spelet Just Dance 4.

## Listplaceringar
| Lista (1967) | Position              |
| ------------ | --------------------- |
| Kanada       | 2 (RPM)               |
| USA          | 2 (Billboard Hot 100) |